# Eishockey-Bundesliga (Österreich) 1983/84
Meister der Österreichischen Eishockey-Liga 1983/84 wurde zum dritten Mal in der Vereinsgeschichte und zum dritten Mal in Serie die VEU Feldkirch.

## Bundesliga

### Modus
Die acht Vereine spielten im Grunddurchgang jeweils viermal gegeneinander. Die besten sechs Vereine qualifizierten sich für die aus zwei Runden bestehende Meisterrunde, wobei die ersten vier Vereine 4, 3, 2 bzw. 1 Bonuspunkte gutgeschrieben bekamen.

### Tabelle nach dem Grunddurchgang
| Pl. | Verein                | Sp | S  | U | N  | Tore    | Punkte |
| --- | --------------------- | -- | -- | - | -- | ------- | ------ |
| 1.  | VEU Feldkirch         | 28 | 20 | 3 | 5  | 141:092 | 43     |
| 2.  | EC VSV                | 28 | 17 | 5 | 6  | 153:100 | 38     |
| 3.  | ECS Innsbruck         | 28 | 17 | 5 | 6  | 137:088 | 38     |
| 4.  | EC KAC                | 28 | 14 | 2 | 12 | 151:125 | 30     |
| 5.  | Kapfenberger SV       | 28 | 13 | 1 | 14 | 127:135 | 27     |
| 6.  | WAT Stadlau           | 28 | 10 | 2 | 16 | 121:135 | 22     |
| 7.  | Wiener Eislauf-Verein | 28 | 9  | 2 | 17 | 112:155 | 20     |
| 8.  | Grazer SV             | 28 | 2  | 0 | 26 | 88:201  | 4      |

### Meisterrunde
| Pl. | Verein          | Sp | S | U | N | Tore  | Punkte | Bonus |
| --- | --------------- | -- | - | - | - | ----- | ------ | ----- |
| 1.  | VEU Feldkirch   | 10 | 6 | 1 | 3 | 46:41 | 17     | 4     |
| 2.  | EC VSV          | 10 | 6 | 0 | 4 | 55:40 | 15     | 3     |
| 3.  | WAT Stadlau     | 10 | 5 | 1 | 4 | 45:41 | 11     | 0     |
| 4.  | Kapfenberger SV | 10 | 5 | 0 | 5 | 43:60 | 10     | 0     |
| 5.  | ECS Innsbruck   | 10 | 3 | 1 | 6 | 47:53 | 9      | 2     |
| 6.  | EC KAC          | 10 | 3 | 1 | 6 | 41:43 | 8      | 1     |

Die VEU Feldkirch gewinnt den dritten Meistertitel der Vereinsgeschichte und den dritten Titel in Serie.

### Play-downs
|                                           | Serie | Spiel 1 | Spiel 2 | Spiel 3 |
| ----------------------------------------- | ----- | ------- | ------- | ------- |
| Wiener Eislauf-Verein (7) – Grazer SV (8) | 0:3   | 4:7     | 3:5     | 5:10    |

Der Wiener Eislauf-Verein stieg damit in die Nationalliga ab.

## Regionalliga Ost
| Platz | Verein        | GP | W  | U | L  | Tore    | P  |
| ----- | ------------- | -- | -- | - | -- | ------- | -- |
| 1.    | ATSE Graz     | 20 | 17 | 0 | 3  | 188:59  | 34 |
| 2.    | SV Leoben     | 20 | 15 | 2 | 3  | 135:70  | 32 |
| 3.    | Hirschstätten | 20 | 12 | 2 | 6  | 144:105 | 26 |
| 4.    | WAT Favoriten | 20 | 5  | 4 | 11 | 95:141  | 14 |
| 5.    | Bruck         | 20 | 3  | 3 | 14 | 95:175  | 9  |
| 6.    | Krems         | 20 | 2  | 3 | 15 | 77:184  | 7  |

```
Der ATSE Graz stieg in die Nationalliga auf.
```